# Abeille des Aydes Blois Basket
Maillots
Actualités
L'Abeille des Aydes Blois Basket, ou ADA Blois Basket 41 est un club français de basket-ball évoluant en deuxième division du championnat de France basé à Blois.

## Historique
Créé en 1907 sous le nom d’Abeille des Aydes, le club permettrait tout d'abord la pratique de la gymnastique et du tir. C'est après la guerre qu'on commence à y pratiquer le basket-ball.
Entre 1986 et 1995, l’ADA Basket, entrainée par Jean-Raoul Baudry, monte de Régionale 2 à Nationale 2 avec notamment quatre accessions consécutives de 1987 à 1991. Mais à la fin de la saison 1994-1995, le club dépose le bilan et est rétrogradé au niveau Régionale 1.
En 2001, l'équipe première parvient à retrouver la Nationale 2 où elle jouait en 1994-1995.
Le 10 septembre 2005, l'ADA Blois Basket joue son premier match en Nationale 1. À la fin de cette saison, l'équipe sera reléguée en Nationale 2 mais remontera l'année suivante en Nationale 1. Après avoir échoué en finale des playoffs à plusieurs reprises (2012, 2013 et 2015), le 29 mars 2016, l'ADA Blois Basket gagne son match à domicile contre La Rochelle (75-50) et devient alors Championne de France de NM1 à 5 journées de la fin de la saison 2015-2016 de Nationale 1. L'ADA évolue donc en Pro B lors de la saison 2016-2017 et ce, pour la première fois de son histoire.
Le 12 mai 2018, l'ADA décroche le titre de champion de France de Pro B en battant Saint-Chamond 86-62. Pour la première fois de son histoire, le club devait évoluer en Pro A (renommé Jeep Elite) lors de la saison 2018-2019. Cependant, le 25 juin 2018, l'agrément ministériel du centre de formation de l'ADA est refusé. Par conséquent, le club ne peut être promu en Jeep Elite et reste au second échelon pour la saison 2018-2019.
En 2020, alors que le club est premier de Pro B, le championnat est arrêté en raison de l'épidémie de COVID-19. Les clubs de la LNB votent à la majorité l'arrêt de la saison en cours sans montée ni descente. L'ADA est donc de nouveau privé d'accession à la Jeep Elite. L'effectif reste malgré tout quasiment inchangé pour la saison suivante. Tyren Johnson, qui avait dans un premier temps annoncé son départ, rempile notamment quelques semaines plus tard.
En 2022, après une saison terminée à la quatrième place, l'ADA remporte les play-offs d'accession à l'élite et évolue en Betclic Elite (anciennement Jeep Elite) en 2022-2023 pour la première fois de son histoire. Après un excellent début de saison marqué par quatre victoires en autant de rencontres, la suite est plus compliquée pour les Blésois qui parviennent tout de même à se maintenir dans l'élite avec une seizième place à l'arrivée.
En 2024, après deux saisons dans l'élite, l'ADA termine premier relégable et redescend en Pro B. Deuxième de la phase régulière de la saison 2024-2025, le club s'incline en quart de finale des playoffs d'accession face à Vichy, issu du play-in.

## Palmarès, bilan sportifs et records

### Palmarès
- Champion de France de Pro B : 2018
- Vainqueur des play-offs de Pro B : 2022
- Champion de France de NM1 : 2016
- Champion de France de NM2 : 2005
- Finaliste des Playoffs de NM1 : 2012, 2013 et 2015
- Champion de France espoirs de Pro B : 2021-2022[9]

### Résultats de l'équipe première
| Année     | Niveau        | Coach                                            | Bilan   | Place             | Playoffs           |
| --------- | ------------- | ------------------------------------------------ | ------- | ----------------- | ------------------ |
| 1986-1987 | Régionale 2   | Jean-Raoul Baudry                                | ?       | 2e                |                    |
| 1987-1988 | Régionale 2   | Jean-Raoul Baudry                                | ?       | 1er               |                    |
| 1988-1989 | Régionale 1   | Jean-Raoul Baudry                                | ?       | 1er               |                    |
| 1989-1990 | Nationale 4   | Jean-Raoul Baudry                                | 18 - 4  | 1er de la Poule D | Quart-de-Finaliste |
| 1990-1991 | Nationale 3   | Jean-Raoul Baudry                                | 19 - 3  | 1er de la poule C | Quart-de-Finaliste |
| 1991-1992 | Nationale 2   | Jean-Raoul Baudry                                | 11 - 17 | 11e de la poule B |                    |
| 1992-1993 | Nationale 2   | Jean-Raoul Baudry                                | 15 - 9  | 3e de la poule B  |                    |
| 1993-1994 | Nationale 2   | Jean-Raoul Baudry                                | 20 - 8  | 2e de la poule B  | Demi-Finaliste     |
| 1994-1995 | Nationale 2   | Jean-Raoul Baudry                                | 19 - 11 | 3e de la poule B  |                    |
| 1995-1996 | Régionale 1   | Eric Aouizrat                                    | ?       | 1er               |                    |
| 1996-1997 | Nationale 4   | Eric Aouizrat                                    | ?       | 1er               |                    |
| 1997-1998 | Nationale 3   | Eric Aouizrat                                    | ?       | 10e               |                    |
| 1998-1999 | Nationale 3   | Eric Aouizrat                                    | ?       | 5e                |                    |
| 1999-2000 | Nationale 3   | Christophe Ivars                                 | ?       | 3e                |                    |
| 2000-2001 | Nationale 3   | Christophe Ivars                                 | 20 - 2  | 1er de la poule G | Demi-Finaliste     |
| 2001-2002 | Nationale 2   | Christophe Ivars                                 | 11 - 15 | 10e de la Poule B |                    |
| 2002-2003 | Nationale 2   | Christophe Ivars                                 | 15 - 11 | 5e de la Poule D  |                    |
| 2003-2004 | Nationale 2   | Gilles Versier                                   | 15 - 11 | 3e de la Poule B  |                    |
| 2004-2005 | Nationale 2   | Gilles Versier                                   | 23 - 5  | 1er de la Poule B | Champion NM2       |
| 2005-2006 | Nationale 1   | Gilles Versier                                   | 12 - 22 | 16e               |                    |
| 2006-2007 | Nationale 2   | Nicolas Faure                                    | ?       | 2e de la Poule B  | Finaliste          |
| 2007-2008 | Nationale 1   | Nicolas Faure                                    | 25 - 9  | 3e                |                    |
| 2008-2009 | Nationale 1   | Nicolas Faure                                    | 21 - 13 | 6e                |                    |
| 2009-2010 | Nationale 1   | Nicolas Faure                                    | 19 - 15 | 8e                | Quart-de-Finaliste |
| 2010-2011 | Nationale 1   | Nicolas Faure                                    | 16 - 18 | 12e               |                    |
| 2011-2012 | Nationale 1   | Hugues Occansey                                  | 23 - 11 | 5e                | Finaliste          |
| 2012-2013 | Nationale 1   | Hugues Occansey                                  | 24 - 10 | 4e                | Finaliste          |
| 2013-2014 | Nationale 1   | Guillaume Quintard (4-8) Puis Mickaël Hay (14-8) | 18 - 16 | 8e                | Quart-de-Finaliste |
| 2014-2015 | Nationale 1   | Mickaël Hay                                      | 20 - 14 | 8e                | Finaliste          |
| 2015-2016 | Nationale 1   | Mickaël Hay                                      | 27 - 7  | 1er               | Champion NM1       |
| 2016-2017 | Pro B         | Mickaël Hay                                      | 17 - 17 | 9e                |                    |
| 2017-2018 | Pro B         | Mickaël Hay                                      | 27 - 7  | 1er               | Champion Pro B     |
| 2018-2019 | Pro B         | Mickaël Hay                                      | 19 - 15 | 7e                | Quart de finaliste |
| 2019-2020 | Pro B         | Mickaël Hay                                      | 19 - 4  | 1er               | Saison arrêtée     |
| 2020-2021 | Pro B         | Mickaël Hay                                      | 20 - 14 | 7e                | Annulés            |
| 2021-2022 | Pro B         | Mickaël Hay                                      | 20 - 14 | 4e                | Vainqueur          |
| 2022-2023 | Betclic Elite | Mickaël Hay                                      | 14 - 20 | 16e               |                    |
| 2023-2024 | Betclic Elite | Mickaël Hay (8-15) puis David Morabito (3-8)     | 11 - 23 | 16e               |                    |
| 2024-2025 | Pro B         | David Morabito                                   | 28 - 10 | 2e                | Quart de finaliste |

### Parcours en Coupe de France
| Année     | Tour          | Équipe recevante              | Équipe visiteuse                         | Score |
| --------- | ------------- | ----------------------------- | ---------------------------------------- | ----- |
| 2006-2007 | 32e de finale | ADA Blois Basket 41           | Hermine de Nantes (Pro B)                | 69-76 |
| 2007-2008 | 32e de finale | ADA Blois Basket 41           | Boulazac Basket Dordogne (Pro B)         | 97-75 |
| 2007-2008 | 16e de finale | ADA Blois Basket 41           | Élan sportif chalonnais (Pro A)          | 62-92 |
| 2009-2010 | 32e de finale | ADA Blois Basket 41           | Paris-Levallois Basket (Pro A)           | 84-95 |
| 2010-2011 | 32e de finale | ADA Blois Basket 41           | Hermine de Nantes (Pro B)                | 79-81 |
| 2011-2012 | 32e de finale | ADA Blois Basket 41           | SOM Boulogne (Pro B)                     | 84-95 |
| 2012-2013 | 32e de finale | ADA Blois Basket 41           | Hermine de Nantes (Pro B)                | 71-64 |
| 2012-2013 | 16e de finale | ADA Blois Basket 41           | Boulazac Basket Dordogne (Pro A)         | 92-87 |
| 2012-2013 | 8e de finale  | ADA Blois Basket 41           | Limoges CSP (Pro A)                      | 79-92 |
| 2013-2014 | 32e de finale | ADA Blois Basket 41           | ESSM Le Portel (Pro B)                   | 73-90 |
| 2014-2015 | 32e de finale | ADA Blois Basket 41           | ALM Evreux (Pro B)                       | 68-62 |
| 2014-2015 | 16e de finale | ADA Blois Basket 41           | Paris-Levallois Basket (Pro A)           | 73-98 |
| 2015-2016 | 32e de finale | ADA Blois Basket 41           | Rouen Basket Métropole (Pro A)           | 72-78 |
| 2016-2017 | 32e de finale | ADA Blois Basket 41           | Limoges CSP (Pro A)                      | 66-73 |
| 2017-2018 | 32e de finale | ADA Blois Basket 41           | Hermine de Nantes (Pro B)                | 82-73 |
| 2017-2018 | 16e de finale | CEP Lorient (NM1)             | ADA Blois Basket 41                      | 69-74 |
| 2017-2018 | 8e de finale  | ADA Blois Basket 41           | ASVEL Lyon-Villeurbanne (Pro A)          | 62-70 |
| 2018-2019 | 32e de finale | JSA Bordeaux Basket (NM1)     | ADA Blois Basket 41                      | 59-74 |
| 2018-2019 | 16e de finale | ADA Blois Basket 41           | Rouen (Pro B)                            | 88-92 |
| 2020-2021 | 32e de finale | Poitiers Basket 86 (Pro B)    | ADA Blois Basket 41                      | 63-86 |
| 2020-2021 | 16e de finale | Le Portel (Jeep Elite)        | ADA Blois Basket 41                      | 90-92 |
| 2020-2021 | 8e de finale  | Levallois-Perret (Jeep Elite) | ADA Blois Basket 41                      | 76-59 |
| 2021-2022 | 32e de finale | Dax Gamarde (NM1)             | ADA Blois Basket 41                      | 69-80 |
| 2021-2022 | 16e de finale | Saint-Quentin (Pro B)         | ADA Blois Basket 41                      | 76-57 |
| 2022-2023 | 32e de finale | Chartres (NM1)                | ADA Blois Basket 41                      | 84-88 |
| 2022-2023 | 16e de finale | JL Bourg (Betclic Elite)      | ADA Blois Basket 41                      | 95-75 |
| 2023-2024 | 32e de finale | Vitré (NM1)                   | ADA Blois Basket 41                      | 68-75 |
| 2023-2024 | 16e de finale | ADA Blois Basket 41           | BCM Gravelines-Dunkerque (Betclic Elite) | 70-73 |
| 2024-2025 | 32e de finale | Rennes (NM1)                  | ADA Blois Basket 41                      | 67-85 |
| 2024-2025 | 16e de finale | Quimper (NM1)                 | ADA Blois Basket 41                      | 80-86 |
| 2024-2025 | 8e de finale  | ADA Blois Basket 41           | AS Monaco (Betclic Elite)                | 84-99 |

## Joueurs et personnalités marquantes

### Joueurs célèbres ou marquants
| - Daviin Davis - Tyren Johnson - Lamayn Wilson - Ville Kaunisto - Pape-Philippe Amagou | - Johan Blot - Nobel Boungou Colo - Pierre Brochard - Souarata Cissé - David Condouant | - Thomas Cornely - Cédric Ferchaud - Benoît Georget - Benjamin Monclar - Benjamin Recoura | - Gary Staelens - Alexis Tanghe - Florian Thibedore - Etienne Preira |

Le 12 février 2023 est inauguré un Mur des Légendes où sont affichés les maillots des joueurs ou entraineurs qui ont marqué l'histoire du club. En gras les joueurs intronisés sur ce mur depuis sa création.

### Entraîneurs successifs
- 1986 - 1995 :  Jean-Raoul Baudry
- 1995 - 1999 :  Éric Aouizrat
- 1999 - 2003 :  Christophe Ivars
- 2003 - 2006 :  Gilles Versier
- 2006 - 2011 :  Nicolas Faure
- 2011 - 2013 :  Hugues Occansey
- septembre 2013 - décembre 2013 :  Guillaume Quintard
- décembre 2013 - février 2024 :  Mickaël Hay[11]
- février 2024 -  :  David Morabito

### Effectif 2024-2025
Notes :
- Nathan Missia-Dio arrive le 4 novembre 2024 en tant que joker médical pour compenser la blessure de Lucas Ugolin. Il quitte le club fin décembre après s'être blessé à l'occasion du concours de dunks du All-Star Game.
- Gaétan Meyniel arrive le 23 janvier 2025 en tant que joker médical pour compenser la blessure pour plusieurs mois de Talis Soulhac[12].
- Warren Williams arrive le 20 février 2025 pour renforcer le secteur intérieur jusqu'à la fin de saison[13].
- Jordan Davis arrive le 6 mai 2025 pour compenser les blessures de Timothé Vergiat et Maxime Sconard et finir la saison[14]

#### Effectif 2023-2024
Précisions :
- Robert Woodard II quitte l'ADA le 16 décembre 2023[15] et rejoint deux jours plus tard le Maroussi Athènes[16]. Il est remplacé pour la fin de saison par Rashard Kelly en provenance du BC Prometey en Ukraine[17].
- Josh Hawley quitte l'ADA le 3 janvier 2024 pour rejoindre le Bnei Herzliya[18]. Il est remplacé par William Mosley, dont la dernière expérience était avec le Partizan Belgrade, mais où il n'a plus joué depuis mars 2023[19]. Cependant, les tests physiques ne sont pas concluants et Mosley ne rejoint finalement pas l'ADA[20]. Le 26 janvier 2024, Tidjan Keita est pris à l'essai pour renforcer le poste de pivot[21], dans l'attente d'une possible autre recrue. Celle-ci s'avère être Kerem Kanter qui rejoint l'ADA le 30 janvier 2024, après plusieurs semaines de démarches[22].

#### Effectif 2022-2023
Précisions :
- Le 29 décembre 2022, Bruno Cingala-Mata, qui sort d'une période en tant que pigiste médical à Nanterre, remplace Đorđe Gagić, qui n'a pas totalement convaincu et alors que l'ADA est relégable[23]
- Le 9 janvier 2023, Robert Johnson rejoint l'ADA pour la fin de saison en remplacement de Keandre Cook (en), parti au KK MZT Skopje[24],[25]
- Le 20 mars 2023, Tyus Battle remplace Jaime Smith (en), victime de problèmes récurrents à la hanche et demandant à être arrêté pour les soigner. Il a été victime d'une blessure lors de la saison 2021-2022 qui l'empêcha de jouer toute la première partie de la saison 2022-2023[26].

#### Effectif 2021-2022
Précisions :
- Anthony Racine arrive le 23 août 2021 en tant que joker médical de Mbaye Ndiaye pour les premiers matchs de championnat[27]. Il part après la 7è journée de championnat pour s'engager à Gries Oberhoffen.
- Jamar Abrams arrive le 21 novembre 2021 en tant que joker médical de Tyren Johnson, dont la blessure s'est prolongée[28]. Il quitte le club le 20 février 2022 à la suite du retour de Johnson pour s'engager avec l'Iraklis Salonique[29].
- Zeke Moore arrive le 4 avril 2022 en tant que joker médical de Mbaye Ndiaye pour la fin de la saison régulière[30]. Il est finalement conservé le 28 avril 2022 jusqu'à la fin de la saison[31].
- Kentan Facey arrive le 13 avril 2022 en tant que joker médical de Laurence Ekperigin, blessé au genou, pour la fin de la saison régulière[32]. Il est finalement conservé jusqu'à la fin des play-offs, Ekperigin n'étant pas apte à revenir.

#### Effectif 2018-2019
Précisions :
- Christopher McKnight arrive le 29 novembre 2018 en tant que joker médical de Tyren Johnson jusqu'en février 2019[33]
- Alhaji Mohammed arrive le 30 novembre 2018 en tant que joker médical de Charles-Noé Abouo jusqu'à mi-février 2019[34]
- Michael Craion arrive le 23 avril 2019 en tant que joker médical de Joe Burton jusqu'à la fin de saison[35]

#### Effectif 2017-2018
Champion de Pro B
Précisions :
- Jerrold Brooks III arrive en début de saison comme joker médical de Torey Thomas et reste jusqu'en décembre 2017.

- Jaren Sina est arrivé le 16 janvier afin de pallier l'absence de Benjamin Monclar (blessé) jusqu'au 7 avril.

#### Effectif saison 2016-2017
9e de la saison régulière de Pro B
Précisions :
- Stephen Nwaukoni a quitté l'ADA en novembre 2016 afin de rejoindre le club d'Angers BC qui évolue en NM1.
- Rudy Jomby (pigiste médical) a quitté l'ADA en décembre 2016 et est retourné au club de Gravelines-Dunkerque qui évolue en Pro A.
- Karl-David Nkounkou (pigiste médical) a quitté l'ADA en décembre 2016.
- Assane Ndoye est prêté par l'Élan Chalon en janvier 2017.

#### Effectif saison 2015-2016
1er de la saison régulière de Nationale 1
| \| Pos. \| # \| Nat. \| Nom Prénom \| Taille \| Âge \| Club en 2014-2015 \| \| ----- \| -- \| ---- \| ----------------- \| ------ \| --- \| --------------------------------------- \| \| 2 \| 4 \| \| Maxime Guillaume \| 1.90 \| 21 \| ADA Blois \| \| 2-1 \| 5 \| \| Benjamin Monclar \| 1.91 \| 27 \| ADA Blois \| \| 2-3 \| 6 \| \| Florian Thibedore \| 1.94 \| 25 \| ADA Blois \| \| 4-3 \| 7 \| \| Anis Gabsi \| 1.98 \| 23 \| ADA Blois \| \| 3-4 \| 8 \| \| Florent Tortosa \| 1.98 \| 26 \| ADA Blois \| \| 3-4-5 \| 9 \| \| Jason Jones \| 2.03 \| 29 \| AS Monaco \| \| 1-2 \| 10 \| \| Thomas Cornely \| 1.90 \| 24 \| ADA Blois \| \| 1-2 \| 11 \| \| Zaire Taylor \| 1.91 \| 29 \| London Lions (Angleterre) \| \| 5 \| 13 \| \| Eric Boateng \| 2,11 \| 30 \| FC Mulhouse Basket \| \| 5-4 \| 14 \| \| Guillaume Briche \| 2.01 \| 19 \| Élan béarnais Pau-Lacq-Orthez (Espoirs) \| \| 4-5 \| 15 \| \| Richie Gordon \| 2.06 \| 26 \| Angers BC 49 \| | Entraîneur Mickaël Hay Adjoint Simon Elhaïk Légende - P. : Poste - # : Numéro de maillot - Nat. : Nationalité - : Capitaine |      |                   |        |     |                                         |
| Pos. | # | Nat. | Nom Prénom        | Taille | Âge | Club en 2014-2015                       |
| 2 | 4 |      | Maxime Guillaume  | 1.90   | 21  | ADA Blois                               |
| 2-1 | 5 |      | Benjamin Monclar  | 1.91   | 27  | ADA Blois                               |
| 2-3 | 6 |      | Florian Thibedore | 1.94   | 25  | ADA Blois                               |
| 4-3 | 7 |      | Anis Gabsi        | 1.98   | 23  | ADA Blois                               |
| 3-4 | 8 |      | Florent Tortosa   | 1.98   | 26  | ADA Blois                               |
| 3-4-5 | 9 |      | Jason Jones       | 2.03   | 29  | AS Monaco                               |
| 1-2 | 10 |      | Thomas Cornely    | 1.90   | 24  | ADA Blois                               |
| 1-2 | 11 |      | Zaire Taylor      | 1.91   | 29  | London Lions (Angleterre)               |
| 5 | 13 |      | Eric Boateng      | 2,11   | 30  | FC Mulhouse Basket                      |
| 5-4 | 14 |      | Guillaume Briche  | 2.01   | 19  | Élan béarnais Pau-Lacq-Orthez (Espoirs) |
| 4-5 | 15 |      | Richie Gordon     | 2.06   | 26  | Angers BC 49                            |

#### Effectif saison 2014-2015
8e de la saison régulière de Nationale 1
| \| Pos. \| # \| Nat. \| Nom Prénom \| Taille \| Âge \| Club en 2013-2014 \| \| ---- \| -- \| ---- \| ----------------- \| ------ \| --- \| ------------------------------- \| \| 1-2 \| 4 \| \| Thomas Cornely \| 1.90 \| 23 \| Coulommiers Brie Basket (NM2) \| \| 2-1 \| 5 \| \| Benjamin Monclar \| 1.91 \| 26 \| ADA Blois \| \| 2 \| 6 \| \| Florian Thibedore \| 1.94 \| 24 \| ADA Blois \| \| 3 \| 7 \| \| Anis Gabsi \| 1.98 \| 22 \| Orléans Loiret Basket (Espoirs) \| \| 4 \| 8 \| \| Anthony Brown \| 2.03 \| 28 \| Bambitious Nara (Japon) \| \| 3-4 \| 8 \| \| Florent Tortosa \| 1.98 \| 25 \| ALM Evreux Basket (Pro B) \| \| 1 \| 9 \| \| Pierre Brochard \| 1.85 \| 34 \| ADA Blois \| \| 2-3 \| 10 \| \| Cédric Ferchaud \| 1.96 \| 34 \| ADA Blois \| \| 4-5 \| 11 \| \| Hector Manzano \| 2.07 \| 34 \| CB Valladolid (Espagne) \| \| 4-5 \| 14 \| \| Malamine Bah \| 2.01 \| 23 \| ADA Blois \| \| 4-5 \| 15 \| \| Arminas Urbutis \| 2.06 \| 29 \| ADA Blois \| | Entraîneur Mickaël Hay Adjoint Simon Elhaïk Légende - P. : Poste - # : Numéro de maillot - Nat. : Nationalité - : Capitaine |      |                   |        |     |                                 |
| Pos. | # | Nat. | Nom Prénom        | Taille | Âge | Club en 2013-2014               |
| 1-2 | 4 |      | Thomas Cornely    | 1.90   | 23  | Coulommiers Brie Basket (NM2)   |
| 2-1 | 5 |      | Benjamin Monclar  | 1.91   | 26  | ADA Blois                       |
| 2 | 6 |      | Florian Thibedore | 1.94   | 24  | ADA Blois                       |
| 3 | 7 |      | Anis Gabsi        | 1.98   | 22  | Orléans Loiret Basket (Espoirs) |
| 4 | 8 |      | Anthony Brown     | 2.03   | 28  | Bambitious Nara (Japon)         |
| 3-4 | 8 |      | Florent Tortosa   | 1.98   | 25  | ALM Evreux Basket (Pro B)       |
| 1 | 9 |      | Pierre Brochard   | 1.85   | 34  | ADA Blois                       |
| 2-3 | 10 |      | Cédric Ferchaud   | 1.96   | 34  | ADA Blois                       |
| 4-5 | 11 |      | Hector Manzano    | 2.07   | 34  | CB Valladolid (Espagne)         |
| 4-5 | 14 |      | Malamine Bah      | 2.01   | 23  | ADA Blois                       |
| 4-5 | 15 |      | Arminas Urbutis   | 2.06   | 29  | ADA Blois                       |

#### Effectif saison 2013-2014
8e de la saison régulière de Nationale 1
| \| Pos. \| # \| Nat. \| Nom Prénom \| Taille \| Âge \| Club en 2012-2013 \| \| ---- \| -- \| ---- \| ----------------- \| ------ \| --- \| ------------------------------- \| \| 1 \| 4 \| \| Kris Morlende \| 1.81 \| 34 \| ADA Blois \| \| 2-1 \| 5 \| \| Benjamin Monclar \| 1.91 \| 25 \| Antibes (Pro B) \| \| 2-1 \| 6 \| \| Florian Thibedore \| 1.94 \| 23 \| UJAP Quimper \| \| 4-5 \| 7 \| \| Arminas Urbutis \| 2.06 \| 27 \| Rudupis (Lituanie) \| \| 2-3 \| 8 \| \| Cédric Ferchaud \| 1.96 \| 33 \| Nantes (Pro B) \| \| 1 \| 9 \| \| Pierre Brochard \| 1.85 \| 33 \| ADA Blois \| \| 3-2 \| 10 \| \| Wilfrid Aka \| 1.92 \| 34 \| ADA Blois \| \| 4 \| 11 \| \| Corey Raji (en) \| 1.98 \| 25 \| UJAP Quimper \| \| 5 \| 12 \| \| Ibrahima Koma \| 2.02 \| 26 \| Saint-Vallier (Pro B) \| \| 3 \| 13 \| \| Terrance Henry \| 2.03 \| 24 \| Nantes (Pro B) \| \| 4-5 \| 14 \| \| Malamine Bah \| 2.01 \| 22 \| PAS DE CLUB \| \| 4-3 \| 15 \| \| Kevin Dinal \| 2.02 \| 20 \| Paris-Levallois (Espoirs Pro A) \| | Entraîneurs Guillaume Quintard (12 matchs) puis Mickaël Hay Adjoint Xavier Lebacle Légende - P. : Poste - # : Numéro de maillot - Nat. : Nationalité - : Capitaine |      |                   |        |     |                                 |
| Pos. | # | Nat. | Nom Prénom        | Taille | Âge | Club en 2012-2013               |
| 1 | 4 |      | Kris Morlende     | 1.81   | 34  | ADA Blois                       |
| 2-1 | 5 |      | Benjamin Monclar  | 1.91   | 25  | Antibes (Pro B)                 |
| 2-1 | 6 |      | Florian Thibedore | 1.94   | 23  | UJAP Quimper                    |
| 4-5 | 7 |      | Arminas Urbutis   | 2.06   | 27  | Rudupis (Lituanie)              |
| 2-3 | 8 |      | Cédric Ferchaud   | 1.96   | 33  | Nantes (Pro B)                  |
| 1 | 9 |      | Pierre Brochard   | 1.85   | 33  | ADA Blois                       |
| 3-2 | 10 |      | Wilfrid Aka       | 1.92   | 34  | ADA Blois                       |
| 4 | 11 |      | Corey Raji (en)   | 1.98   | 25  | UJAP Quimper                    |
| 5 | 12 |      | Ibrahima Koma     | 2.02   | 26  | Saint-Vallier (Pro B)           |
| 3 | 13 |      | Terrance Henry    | 2.03   | 24  | Nantes (Pro B)                  |
| 4-5 | 14 |      | Malamine Bah      | 2.01   | 22  | PAS DE CLUB                     |
| 4-3 | 15 |      | Kevin Dinal       | 2.02   | 20  | Paris-Levallois (Espoirs Pro A) |

#### Effectif saison 2012-2013
4e de la saison régulière de Nationale 1
| \| Pos. \| # \| Nat. \| Nom Prénom \| Taille \| Âge \| Club en 2011-2012 \| \| ---- \| -- \| ---- \| ---------------- \| ------ \| --- \| ------------------ \| \| 1 \| 4 \| \| Kris Morlende \| 1.81 \| 33 \| Nantes \| \| 3/4 \| 6 \| \| Mamoudou Sy \| 1.97 \| 29 \| ADA Blois \| \| 1/2 \| 7 \| \| Gary Staelens \| 1.89 \| 28 \| ADA Blois \| \| 4/5 \| 8 \| \| Ken Bongo-Nsoli \| 2.04 \| 21 \| Poitiers \| \| 1 \| 9 \| \| Pierre Brochard \| 1.85 \| 32 \| ADA Blois \| \| 2/3 \| 10 \| \| Wilfrid Aka \| 1.92 \| 33 \| Vichy \| \| 5 \| 11 \| \| Kevin Cantinol \| 2.08 \| 24 \| Florida Gulf Coast \| \| 2/3 \| 12 \| \| Daviin Davis \| 1.93 \| 27 \| ADA Blois \| \| 4/5 \| 13 \| \| Ville Kaunisto \| 2.05 \| 30 \| ADA Blois \| \| 5 \| 14 \| \| Jonathan Tornato \| 2.09 \| 23 \| ADA Blois \| \| 2 \| 15 \| \| Gilles Tacita \| 1.84 \| 22 \| ADA Blois \| | Entraîneur Hugues Occansey Adjoint Xavier Lebacle Légende - P. : Poste - # : Numéro de maillot - Nat. : Nationalité - : Capitaine |      |                  |        |     |                    |
| Pos. | # | Nat. | Nom Prénom       | Taille | Âge | Club en 2011-2012  |
| 1 | 4 |      | Kris Morlende    | 1.81   | 33  | Nantes             |
| 3/4 | 6 |      | Mamoudou Sy      | 1.97   | 29  | ADA Blois          |
| 1/2 | 7 |      | Gary Staelens    | 1.89   | 28  | ADA Blois          |
| 4/5 | 8 |      | Ken Bongo-Nsoli  | 2.04   | 21  | Poitiers           |
| 1 | 9 |      | Pierre Brochard  | 1.85   | 32  | ADA Blois          |
| 2/3 | 10 |      | Wilfrid Aka      | 1.92   | 33  | Vichy              |
| 5 | 11 |      | Kevin Cantinol   | 2.08   | 24  | Florida Gulf Coast |
| 2/3 | 12 |      | Daviin Davis     | 1.93   | 27  | ADA Blois          |
| 4/5 | 13 |      | Ville Kaunisto   | 2.05   | 30  | ADA Blois          |
| 5 | 14 |      | Jonathan Tornato | 2.09   | 23  | ADA Blois          |
| 2 | 15 |      | Gilles Tacita    | 1.84   | 22  | ADA Blois          |

#### Effectif saison 2011-2012
5e de la saison régulière de Nationale 1
| \| Pos. \| # \| Nat. \| Nom Prénom \| Taille \| Âge \| Club en 2010-2011 \| \| ---- \| -- \| ---- \| ------------------- \| ------ \| --- \| ---------------------------- \| \| 2 \| 4 \| \| Kélian Boistard (E) \| 1.87 \| 18 \| ADA Blois \| \| 2 \| 5 \| \| Thibault Delon \| 1.93 \| 20 \| Étendard de Brest \| \| 3/4 \| 6 \| \| Mamoudou Sy \| 1.97 \| 28 \| JSA Bordeaux \| \| 1/2 \| 7 \| \| Gary Staelens \| 1.89 \| 26 \| Étendard de Brest \| \| 1 \| 8 \| \| Jordan Arlin \| 1.81 \| 21 \| ADA Blois \| \| 1 \| 9 \| \| Pierre Brochard \| 1.86 \| 31 \| ADA Blois \| \| 3 \| 10 \| \| Benjamin Recoura \| 1.98 \| 26 \| ADA Blois \| \| 4/5 \| 11 \| \| Tahirou Sani \| 2.02 \| 26 \| GET Vosges \| \| 3/4 \| 12 \| \| Jermont Horton \| 1.98 \| 28 \| Université de Craiova Basket \| \| 3/2 \| 12 \| \| Daviin Davis \| 1.92 \| 26 \| Valmeria \| \| 5 \| 13 \| \| Ville Kaunisto \| 2.05 \| 29 \| Kouvot Kouvola Basket \| \| 5 \| 14 \| \| Jonathan Tornato \| 2.10 \| 22 \| JA Dijon \| \| 2 \| 15 \| \| Antoine Cizeau (E) \| 1.85 \| 17 \| ADA Blois \| | Entraîneur Hugues Occansey Adjoint Xavier Lebacle Légende - P. : Poste - # : Numéro de maillot - Nat. : Nationalité - : Capitaine - (E) : Espoir (centre de formation) |      |                     |        |     |                              |
| Pos. | # | Nat. | Nom Prénom          | Taille | Âge | Club en 2010-2011            |
| 2 | 4 |      | Kélian Boistard (E) | 1.87   | 18  | ADA Blois                    |
| 2 | 5 |      | Thibault Delon      | 1.93   | 20  | Étendard de Brest            |
| 3/4 | 6 |      | Mamoudou Sy         | 1.97   | 28  | JSA Bordeaux                 |
| 1/2 | 7 |      | Gary Staelens       | 1.89   | 26  | Étendard de Brest            |
| 1 | 8 |      | Jordan Arlin        | 1.81   | 21  | ADA Blois                    |
| 1 | 9 |      | Pierre Brochard     | 1.86   | 31  | ADA Blois                    |
| 3 | 10 |      | Benjamin Recoura    | 1.98   | 26  | ADA Blois                    |
| 4/5 | 11 |      | Tahirou Sani        | 2.02   | 26  | GET Vosges                   |
| 3/4 | 12 |      | Jermont Horton      | 1.98   | 28  | Université de Craiova Basket |
| 3/2 | 12 |      | Daviin Davis        | 1.92   | 26  | Valmeria                     |
| 5 | 13 |      | Ville Kaunisto      | 2.05   | 29  | Kouvot Kouvola Basket        |
| 5 | 14 |      | Jonathan Tornato    | 2.10   | 22  | JA Dijon                     |
| 2 | 15 |      | Antoine Cizeau (E)  | 1.85   | 17  | ADA Blois                    |

## Structures du club

### Salle
Pendant plus de 50 ans, l'ADA Blois joue au "Palais des Sports" qui peut contenir au maximum 1 200 spectateurs. Cette salle est réputée pour être chaude, avec ses supporters qui font beaucoup de bruit, mais reste malgré tout vétuste. Après maintes discussions pendant des années entre les dirigeants de la ville et ceux du club, un projet pour une nouvelle "Salle du Jeu de Paume" a été signé et la première pierre a été posée en juillet 2015. C'est donc dans une nouvelle salle que l'ADA Blois est censée évoluer à partir de mars 2017.
À la fin de la saison 2015-2016, l'ADA Blois est promue en Pro B. Le Palais des Sports n'est plus aux normes et le propriétaire de la salle ne souhaite pas que l'ADA Blois Basket mette aux normes la salle pour quelques mois. Le président Paul Seignolle et son équipe dirigeante décident alors de s'installer pour la première saison du club en Pro B dans un gymnase municipal au Complexe Saint-Georges où une mise aux normes (éclairage, parquets) et l'installation de tribunes ont été effectuées.
C'est finalement le 2 septembre 2017 que la Salle du Jeu de Paume est intronisée pour le démarrage de la saison 2017-2018. La capacité est de 2 525 places assises avec la possibilité d'avoir quelques centaines de personnes debout pour les matchs de grande affluence.

### Centre de formation
Dans l'objectif de participer au championnat de Pro A, l'ADA Blois créé un centre de formation au sein des locaux du Lycée Augustin Thierry. Le 5 juin 2018, c'est Philippe Sudre qui est nommé entraîneur de ce centre. Sa dernière expérience était la prise en charge du centre de l'AS Monaco.
Le 6 juin 2019, Philippe Sudre rejoignant le centre de formation des Levallois Metropolitans (Jeep Elite), David Morabito est annoncé comme son successeur.
En 2022, l'ADA Blois Espoirs remporte le championnat de Pro B espoirs, ce qui leur permet de participer au Trophée du Futur contre des équipes de Betclic Elite mais échoue dès les quarts de finale.
Le 11 juillet 2023, David Morabito, du fait de sa réussite avec les Espoirs, intègre le staff en tant qu'adjoint de Mickaël Hay. Il est remplacé à la tête du centre de formation par Frédéric Daguenet. Raphaël Loie rejoint de son côté l'équipe Espoirs.
Le 19 avril 2024, Mohamed Aoun remplace Frédéric Daguenet à la tête du centre,.

### Budget
Ci-dessous l'évolution du budget du club année par année :
| Année     | Division      | Budget |
| --------- | ------------- | ------ |
| 2021-2022 | Pro B         | 2,72M€ |
| 2022-2023 | Betclic Elite | 3,5M€  |
| 2023-2024 | Betclic Elite | 4,2M€, |
| 2024-2025 | Pro B         | 3,7M€  |

## Identité

### Logos

Logo jusqu'en avril 2012.
Logo d'avril 2012 à septembre 2017.
Logo depuis septembre 2017.

### Mascotte
La mascotte officielle de l'ADA Blois s'appelle Buzzy, une abeille (faisant référence au nom du club) aux couleurs du club.

### Équipementiers
| Période           | Équipementier      | Réf.   |
| ----------------- | ------------------ | ------ |
| 2014/09 – 2018/07 | Decathlon / Tarmak | [ 50 ] |
| 2018/07 –2021/07  | Run and Jump       | ,      |
| 2021/07 – 2025/07 | Vestiaire du Sport | ,      |
| 2025/07-2029/07   | Nike               | [ 55 ] |